# Mariana Vassileva

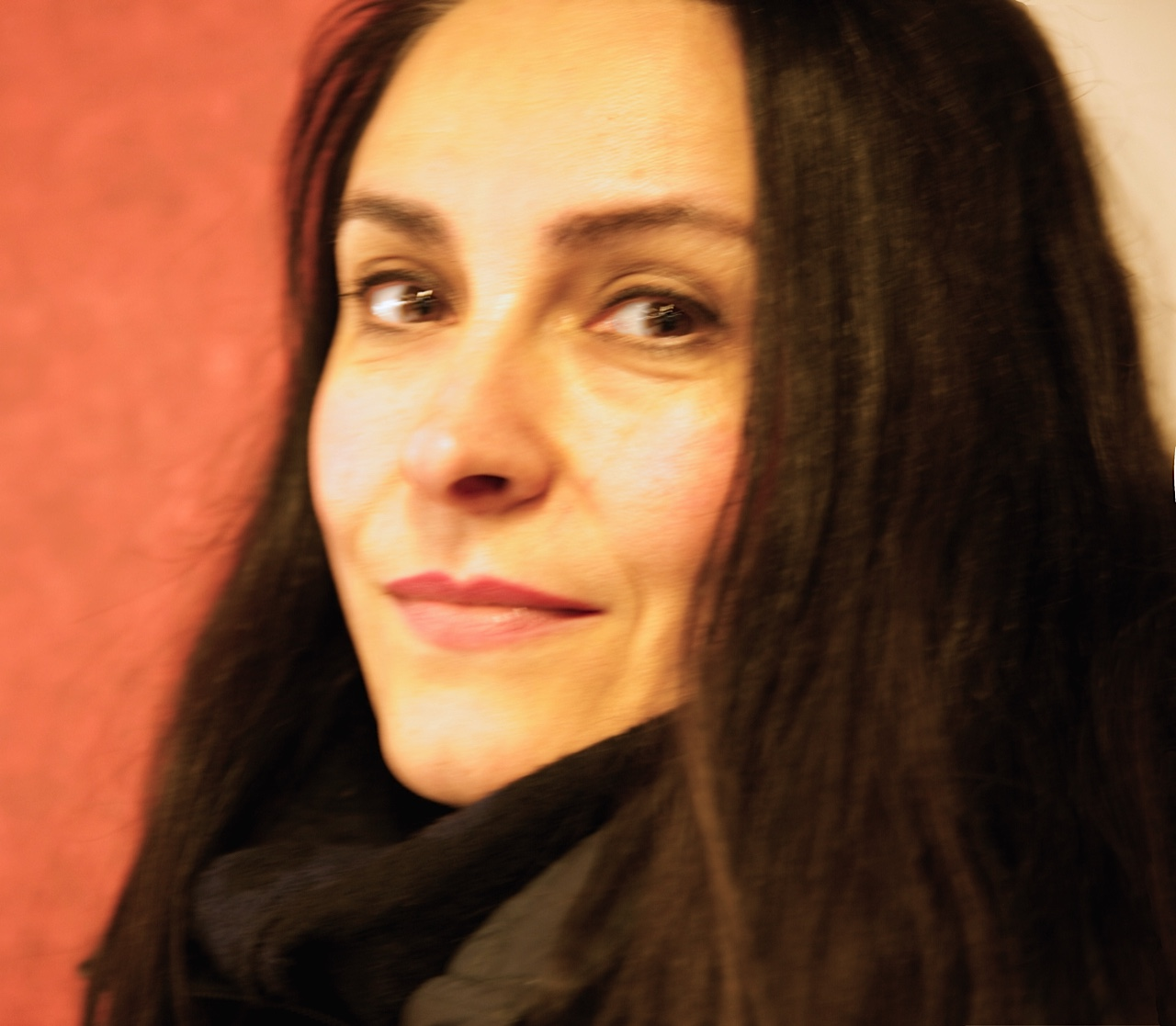
Mariana Vassileva (2014)

Mariana Vassileva (bulgarisch Марияна Василева, deutsche Transkription Marijana Wassilewa, wissenschaftliche Transliteration Marijana Vasileva; * 24. Oktober 1964 in Antonovo, Bulgarien) ist eine deutsch-bulgarische Künstlerin. Sie arbeitet mit den Medien Skulptur, Fotografie, Video, Zeichnung, Installation und Film.

## Leben
Vassileva studierte Psychologie und Pädagogik an der Universität Weliko Tarnowo. 1989 zog sie nach Deutschland, wo sie in Leipzig vier Semester Theaterwissenschaften studierte. Von 1994 bis 2000 schloss sich ein Kunststudium an der Hochschule der Künste Berlin an. Künstlerische Arbeitsaufenthalte führten sie u. a. nach Ushuaia (Argentinien), Mexiko-Stadt, Bogota, Santiago de Chile, Montreal, Toronto, Sankt Petersburg, Sydney, São Paulo, Auckland (Neuseeland), Shanghai, Istanbul und Paris. Mariana Vassileva lebt und arbeitet in Berlin.
Ihre erste öffentlich bekannte Arbeit war 2000 eine Bushaltestelle mit metallischer Sitzbank und Kopfstütze: Rasender Stillstand nimmt die Beschleunigung unseres Zeitgefühls in den Fokus – häufiges Thema ihrer Arbeiten –, wobei der Titel eine Referenz an Paul Virilios Essay von 1990 ist. Mariana Vassilevas Arbeiten haben eine klare Bildsprache, hinter der sich bei näherer Betrachtung oft mit feiner Ironie eine neue Kontextualisierung offenbart.
Ihre Arbeiten beziehen sich häufig auf Bilder unseres kollektiven Gedächtnisses, das von seiner konkreten Bedingtheit in Raum und Zeit gelöst und hinterfragt wird. Vassileva interessiert sich für Prozesse und Transformation auf dem Weg zur Erfahrung totaler Gegenwart. Mit distanziertem Blick entlarvt sie spielerisch alltägliche Stereotype und setzt sich mit zwischenmenschlichen Beziehungen und Kommunikation auseinander.
Auf der von David Elliot kuratierten Biennale von Sydney 2010 mit dem Titel The Beauty of Distance: Songs of Survival in a Precarious Age wurden die Arbeiten Just a game und The Milkmaid gezeigt. Die erste ist eine überdimensionale weiße Hand, die wie eine Steinschleuder aus einer Wand herausragt und droht, die Fingerspitzen aus Blei abzuschießen. Die zweite, das Video The Milkmaid bezieht sich auf das gleichnamige Gemälde von Jan Vermeer, The Milkmaid  (1658–60). Die Arbeit transponiert es in eine neue, raum- und zeitlose Sphäre. Die Arbeit vereint Fotografie, Video und Skulptur.
2011 wurden in Moskau im Rahmen der von Peter Weibel kuratierten 4. Internationalen Biennale of Contemporary Art mit dem Titel Rewriting Worlds Vassilevas Skulpturen Selfmade und Communication  vorgestellt. In der einen sind zwei Hände mit Stacheldraht verbunden, in der anderen zwei Köpfe über leuchtenden Neonröhren.
Für die von Mark Gisbourne kuratierte Ausstellung Macht Rohkunstbau 2011 positionierte die Arbeit Accelerator eine Dornenkrone aus Licht- und Stacheldraht über einem veritablen Bugatti-Veyron Motor und verband das Ensemble akustisch mit dem Sound des Motors. Je lauter dieser brüllte, desto weniger Licht und Sichtbarkeit für den Stacheldraht.
2015 ehrte die städtische Galerie der bulgarischen Hauptstadt Sofia die Künstlerin mit der Einzelausstellung Balance, in der 26 ihrer Arbeiten zu sehen waren.
2017/18 war sie Stipendiatin der Kulturakademie Tarabya in Istanbul, direkt neben der Residenz Erdogans am Bosporus gelegen. Dort entstand There is a Place for Everybody (Werkkatalog, S. 32): ein zur Hälfte verbrannter Tisch, der zu knien scheint und Microfon einem Bronze-Mikrofon in Form einer Handgranate. Eine Position zu Macht und Ohnmacht des Wortes.
2022 zeigte das Kunstmuseum Wolfsburg für die Ausstellung Macht! Licht! aus seinem Sammlungsbestand zwei 2013 entstandene Arbeiten Burned Hands und Break In/Out: Breathing Light, sowie Mirror Light (2005). Im selben Jahr zeigt das Arter Museum die Arbeit Leaves (2012) im Rahmen der Ausstellung This Play und für die Ausstellung Locus Solus die Arbeit Puddle (2011).
Seit 2017 arbeitet Mariana Vassileva an einem Filmprojekt von 90 Minuten: Far way and next to us.

## Ausstellungen
Einzelausstellungen
*2023 SPACED OUT - „Verweile doch… Du bist so schön!“ auf Gut Kerkow und The Gentle Brutality of Simultaneity im Künstlerhaus Göttingen
- 2015 Balance – Sofia City Art Gallery, Sofia
- 2008 Musée d´art contemporain de Montréal, Montreal, QC
- 2003 Rasender Stillstand – DNA, Berlin

Gruppenausstellungen
- 2022 Macht! Licht!, Kunstmuseum Wolfsburg
- 2022 Arter Museum: This PlayHolocaus und Locus Solus
- 2020 Win / Loose, Goethe-Institut Sofia[15]
- 2019 Now is The Time, 25 years collection -- Wolfsburg Museum, Wolfsburg
- 2019 So Wie Wir Sind 1.0 - Weserburg Museum für moderne Kunst, Bremen
- 2019 The Wall And Other Stories - Total Museum, Seoul
- 2017 New permanent exhibition of the Lidice Collection, Lidice
- 2017 Moonlight Sonata - Kunsthalle 44, Möen, Denmark
- 2017 STARS - Kunsthalle 44 Möen, Denmark
- 2016 The 56th October Salon - The Pleasure of Love - Belgrade Cultural Center, Belgrade
- 2016 From the Shores of the Black Sea - Georgian National Museum Shalva Amiranashvili
- 2016 Ich kenne kein Weekend - René Blocks Archiv und Sammlung - Neuer Berliner Kunstverein (n.b.k.)[16] und Lentos Kunstmuseum Linz[17]
- 2016 My Father Avoids the Sirens' Song - Josee Bienvenu Gallery, New York City, NY
- 2015 Walk the Line, Wolfsburg Museum, Wolfsburg
- 2013 Painting and Contemporary Media, Paco das Artes, Sao Paulo
- 2012 4th Moscow Biennale of Contemporary Art (MNAC)', Moscow
- 2012 Smell colour, chemestry, art and education, Arts Santa Monica, Barcelona
- 2010 Menos Tiempo que lugar, Museo National de Bellas Artes, Santiago de Chile, Museu de Arte Contemporanea do Parana, Curitiba, Palacio Nacional de las artes – Palais de Glace, Buenos Aires, Centro municipal de Exposiciones, Subte, Montevideo, Goethe-Institut, Lima, Centro de Arte Contemporáneo, Quito
- 2010 17. Biennale von Sydney, Ort: Museum of Contemporary Art Sydney[18]
- 2009 Remote Viewing, Pacific Design Center, Los Angeles
- 2008 Brilliant Noise. Late at Tate, Tate Britain, London
- 2007 Cine y Casi Cine, Museo Reina Sofía, Madrid
- 2000 Festival of Vision / Hong Kong

## Kataloge
- Fragile Power: Mariana Vassileva, Works and Texts, 2000–2020, Deutsch/Englisch, Paperback, 184 Seiten, 32,25 × 23,8 cm, 264 Abb. in Farbe, ISBN 978-3-903320-82-6
- Solo vídeo 2000–2012 : Casal Solleric, febrer-abril 2012. Fundación Banco Santander, Palma de Mallorca 2012, ISBN 978-84-95267-55-9 (Text katalanisch, spanisch, englisch).
- Komm und sieh, Sammlung von Kelterborn, Hatje Cantz, ISBN 978-3-7757-3941-2
- Garten Eden: Die Gärten in der Kunst seit 1900, DuMont 2007, ISBN 978-3-8321-9008-8